# 乌克兰国民警卫队
乌克兰国民警卫队（羅馬化：Natsionalna hvardiia Ukrainy，缩写为NGU）；中文或稱烏克蘭國民衛隊）是乌克兰武装部隊中的一支后备军事部队，隶属于乌克兰内务部。

## 历史

### 1991年—2000年首次组建
1991年11月4日乌克兰宣布独立后根据№ 1775 -XII法令，立即组建了乌克兰国民警卫队，隶属于乌克兰最高拉达。当时苏联尚未解体，驻乌克兰的苏军部队仍在苏联国防部的集中统一领导指挥之下。1992年年中，以摩步第92师的装备组建了乌克兰国民警卫队第3、4、5师，并支援乌克兰边防局在与德涅斯特河沿岸共和国的边界的反走私。1995年组建了乌克兰内务部队后，乌克兰国民警卫队与之并存。但从此乌克兰国民警卫队改为由总统直接指挥。直至2000年1月11日通过的法令“關於烏克蘭某些法律的修正和補充”以及列昂尼德·库奇马签署的乌克兰总统令，以节约经费为理由废除乌克兰国民警卫队。
1992年底，辖6个师： 
1. 第1师（基辅）- 基辅，日托米尔

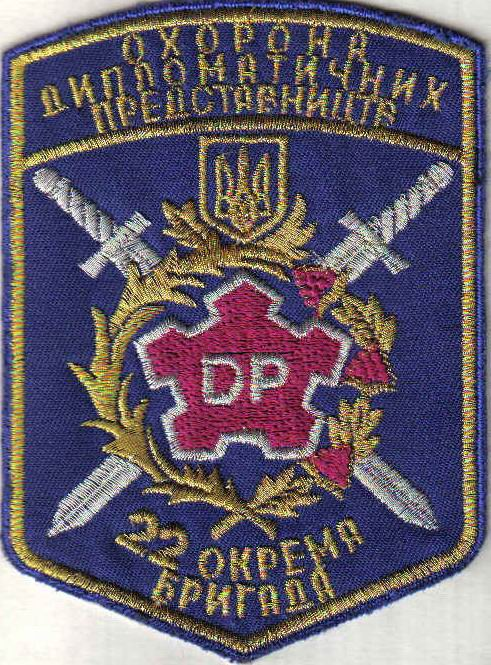
独立近卫第22旅的徽章。该部担负保护基辅的外交使团。也称作2260部队。

2. 第2师（东部）- 哈尔科夫，丘胡伊夫，卢甘斯克
3. 第3师（南部）- 敖德萨，辛菲罗波尔，塞瓦斯托波尔，尼古拉耶夫，赫尔松
4. 第4师（中部）- 顿涅茨克，聶伯城，马里乌波尔，巴甫洛赫拉德、克里維里赫
5. 第5师（西部）- 利維夫、盧次克、伊万诺-弗兰科夫斯克、捷尔诺波尔、德罗霍贝奇
6. 第6师 - 丘胡伊夫（前身为摩步第48师，1999年改建为摩步第92旅（英语：92nd Mechanized Brigade (Ukraine)））
7. 第7师（克里米亞）- 辛菲罗波尔（1996年摩步第126师改编）

不同时期还包括：
- 内务部队学院（乌克兰语：Академія внутрішніх військ МВС України）[註 2]
- 内务部队哈尔科夫高级士官学校
- 训练旅 - 佐洛奇夫[3]
- 训练团，驻顿涅茨克
- “以新罗四斯克-基辅命名的荣获红旗战斗勋章的独立近卫第1团”（总统警卫部队[4]）[註 3][註 4]。
- 独立近卫第22旅，担负保护驻基辅的外国使领馆任务。
- 后勤团，驻基辅。
- 航空部队[註 5]
- 独立坦克营，隶属于乌克兰国民警卫队第1师。（PT-76)[註 6]
- 第1坦克营。（T-64B）[註 7]
- 独立空降侦察连，隶属于乌克兰国民警卫队第6师。
- "Lavender"特种作战营 - 山地作战侦察营。

#### 1991年—2000年乌克兰国民警卫队获得荣誉

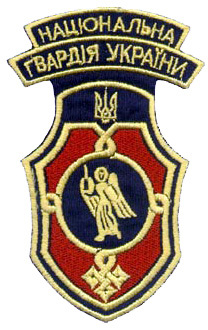
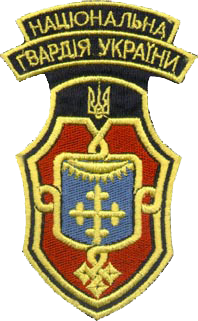
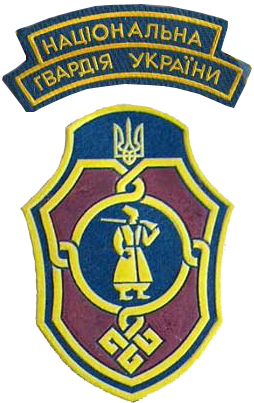
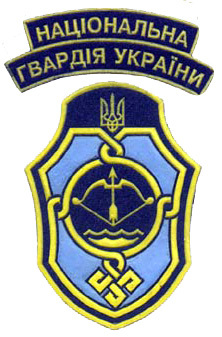

### 2014年重建至今
2014年克里米亞危机中由于乌克兰政府军瘫痪无力应对危局，乌克兰最高拉达于3月11日提出并于3月12日通过第4393号法令《关于乌克兰国民警卫队》而重建了乌克兰国民警卫队，员额33000人，担负保持公共秩序、保护重要地点如核电站、保卫宪法秩序、恢复国家机构的活动等任务。组建的乌克兰国民警卫队以各右翼党派的民兵武装为基础。随着对东乌克兰的内战的进行，也直接招募兵员3月16日，亚采纽克政府宣布在半个月内为乌克兰国民警卫队招募1万兵员。也接纳个人志愿者投靠入伍。
为应对当时的克里米亚局势，乌克兰国民警卫队担负了第109号法令（《乌克兰刑法》）规定的打击“意图暴力颠覆、改变宪法秩序、夺取国家权力的活动” ，执行反叛乱、镇压第五纵队、反渗透。
乌克兰国民警卫队从最高拉达批准的紧急预算中获得了大约6亿美元的经费，用于采购装备、修理维护、训练招募。本来期望乌克兰国民警卫队达到60000人的规模。乌克兰国民警卫队的人均月薪为214欧元（297美元），与乌克兰社会平均月薪相当；军官的平均月薪两倍于此。.内务部队的部分人员担负了对民族卫队的后勤保障与训练任务。
2024年2月21日，烏克蘭總統泽连斯基签署法律，允许外国公民在乌克兰国民警卫队服役。

## 现行编制
- 总部
- 若干地区指挥部
- 直属单位
- 教育机构

目前，乌克兰国民警卫队的编制规模仍未稳定下来。主要是后备役轻步兵性质，有少量的机械化装甲支持力量。这与1991-2000年的老的民族卫队主要是机械化部队、特种部队的性质完全不同。 
第一个民族卫队作战营组建后经3周训练于2014年4月6日首次公开游行展示。该营以基辅为基地，由500名18岁至55岁的人员组成，担负快反任务，装备薄皮车辆运输。

## 历任最高指挥官
乌克兰国民警卫队最高指挥官由乌克兰总统提名，乌克兰最高拉达任命。
- 1991 - 1995：弗拉基米尔·阿列克谢耶维奇·库哈雷茲（乌克兰语：Кухарець Володимир Олексійович）中将[16]
- 1995 - 1996：亚历山大·伊万诺维奇·库兹穆克（英语：Oleksandr Kuzmuk）中将[17]
- 1996 - 1998：伊戈尔·伊万诺维奇·瓦尔基夫（乌克兰语：Вальків Ігор Іванович）中将[18]
- 1998 - 2000：亚历山大·雅科维奇·恰波夫斯基（乌克兰语：Чаповський Олександр Якович）中将[19]
- 2000 - 2014：废除，并入烏克蘭國內軍（英语：Internal Troops of Ukraine）
- 2014：斯捷潘·季莫菲耶维奇·波尔托拉克（英语：Stepan Poltorak）中将
- 2014－2015：亚历山大·瓦西里耶维奇·克里文科（乌克兰语：Кривенко Олександр Васильович）中将（代理）
- 2015：尼古拉·伊万诺维奇·巴兰（英语：Mykola Balan）中将（代理）
- 2015–2019：尤里·弗拉基米罗维奇·阿列罗夫（英语：Yuriy Allerov）大將
- 2019–2022：尼古拉·伊万诺维奇·巴兰（英语：Mykola Balan）中將
- 2022–2023：尤里·阿纳托利耶维奇·列别德（乌克兰语：Лебідь Юрій Анатолійович）中將
- 2023-：亞歷山大·謝爾希約維奇·皮夫年科（乌克兰语：Півненко Олександр Сергійович）準將